# Neoplan N 4411
Der N 4411 war ein Midibus von Neoplan in der dritten Generation in Niederflurbauweise. Besonderheit bei diesem Modell ist die serienmäßige Doppelflügeltür vorne. Der Bus ist so breit wie ein normaler Linienbus, was bei Midibussen unüblich ist. Die Edelstahl-Bodengruppe und die Verwendung von standardisierten Bauelementen in Leichtbauweise macht den Bus reparatur- und wartungsfreundlich. Die Euro-3-Dieselmotoren von MAN und DaimlerChrysler erfüllten die Umweltrichtlinien. Die hinteren Radkästen gab es wahlweise auch mit Vollverkleidung, so dass das Rad zum großen Teil nicht mehr sichtbar war. 
Der Bus gehört zur Centroliner-Familie und basiert auf dem N 4416. Mit der Einführung der neuen Centroliner-Generation wurde der Bus aus dem Programm genommen. Es gab den Centroliner 4509 als Nachfolger, den die Firma Göppel entwickelte und baute. 